# Whatever Happened to the Caped Crusader?
Whatever Happened to the Caped Crusader? é um arco de história em duas partes publicado originalmente em fevereiro de 2009 nas duas revistas protagonizadas por Batman à época:  Batman #686 e Detective Comics #853. Escrita por Neil Gaiman, desenhada por Andy Kubert e arte-finalizada por Scott Williams, a história propõe-se a ser "a última história" do personagem, após os eventos ocorridos em Batman R.I.P. e Crise Final - o título da história, inclusive, é uma referência à história Whatever Happened to the Man of Tomorrow?, escrita por Alan Moore e publicada em 1986, com o similar objetivo de ser "a última história" de Superman.
A história ganhou o SFX Sci-Fi Award de 2010 na categoria "Melhor História em Quadrinhos" e foi indicada ao Hugo Award de "Melhor História em Quadrinhos".